# Alcis albifera
Alcis albifera är en fjärilsart som beskrevs av Moore 1887. Alcis albifera ingår i släktet Alcis och familjen mätare. Inga underarter finns listade i Catalogue of Life.